# カトリック雪ノ下教会
カトリック雪ノ下教会（カトリックゆきのしたきょうかい、英語：Catholic Yukinosita Church）は、神奈川県鎌倉市にあるキリスト教カトリックの教会および聖堂。「絶えざる御助けの聖母」に捧げられた教会。カトリック横浜司教区・神奈川第4地区の聖堂（カテドラル）である。

## 歴史
- 1948年5月 カナダより3人の神父横浜港到着。6月20日雪ノ下教会の始まり
- 1950年 聖歌隊発足
- 1958年 新聖堂竣工
- 1994年 新しい信徒会館完成
- 2008年4月 横浜教区に移管される

## 所在地
〒248-0006　神奈川県鎌倉市小町二丁目14番4号（住居表示施行前は雪ノ下）

## その他
ここを本拠地とする活動に、カトリック雪ノ下教会聖歌隊、グロリア少年合唱団などがある。